# Il vampiro (opera teatrale)
Il vampiro (titolo originale: The Vampire; or, The Bride of the Isles) è un'opera teatrale del drammaturgo inglese James Planché, andata in scena per la prima volta a Londra nel 1820. Il dramma è liberamento tratto dall'omonimo racconto di John Polidori (1819) e dal melodramma di Charles Nodier Le Vampire, un precedente adattamento teatrale del testo di Polidori andato in scena a Parigi nel giugno del 1820. Più che la trama, dal racconto di Polidori Planché prese la figura di Lord Ruthven, il primo vampiro ad essere rappresentato non come un mostro istintivo, ma come un aristocratico raffinato e affascinante.

## Trama

### Atto I
Nella Grotta di Fingal, sull'isola di Staffa, Lady Margaret giace addormentata mentre gli spiriti tentano invano di metterla in guardia dal vampiro che vuole ucciderla: in effetti, la creatura della notte appare nella grotta per uccidere la giovane, ma gli spiriti riescono ad allontanarlo. Intanto, nel castello di Lord Ronald i suoi braccianti discutono la scomparsa e l'altrettanto misterioso ritorno di Lady Margaret e comincia a girare la voce che in zona si aggiri un mostro che sposa delle fanciulle per poi bere il loro sangue, di cui si deve nutrire per rimanere in vita. Gli uomini cominciano a parlare dell'imminente arrivo del conte di Marsend, che dovrebbe venire in visita la mattina successiva per sposare Margaret, mentre il giovane Robert dovrebbe maritare Effie lo stesso giorno. Margaret racconta alla serva Bridget della sua strana avventura nella grotta, dove si era persa e addormentata. La nobile racconta di aver visto un uomo molto attraente che tentava di avvicinarla, ma più la distanza diminuiva più lei si rendeva conto che le fattezze dell'uomo fossero in realtà mostruose. La visione aveva spaventato Margaret spingendola alla fuga, durante la quale si era imbattutto in un gruppo di uomini alla sua ricerca. 
Margaret è ancora confusa dagli avvenimenti quando il padre, Lord Ronald, entra in camera sua per darle notizia del suo futuro marito: il conte di Marsden è il fratello di Lord Ruthven, un amico di vecchia data del padre della sposa che è morto per salvare la vita di Ronald. Quando il conte arriva si scopre in realtà che l'aristocratico è lo stesso Ruthven e Margaret riconosce in lui l'uomo che l'aveva terrorizzata nella grotta e sviene. Quando la giovane rinviene Ruthven usa i suoi poteri per stregarla e i due confermano di voler procedere con il matrimonio. Il vampiro si rammarica di dover uccidere Margaret, ma la sua morte e, soprattutto, il suo sangue sono necessari per la sua sopravvivenza. Ma i piani di Ruthven cambiano quando sente di Effie, che il vampiro decide di stregare e uccidere: ma Effie resiste ai poteri di Ruthven e quando il vampiro tenta di rapirla con la forza Robert lo vede e gli spara.

### Atto II
Lord Ronald ha assistito allo sparo e si infuria con Robert, ma interrompe il suo sfogo per portare la notizia a Margaret. Quando arriva in camera della figlia scopre con sua grande sorpresa che Ruthven è già li con lei: Robert prova a spiegare che l'amico è in realtà morto, ma il vampiro lo fa portare via dai servi e mettere a riposo insistento che Lord Robert non si senta molto bene. Rendendosi conto che il tempo è agli sgoccioli, Ruthven insiste perché Margaret lo sposi e la giovane, anche se turbata dallo stato confusionale del padre, accetta di diventare sua moglie appena possibile. Mentre i due avanzano verso l'altare, Lord Ronald, Robert e altri uomini che hanno capito che Ruthven è un vampiro irrompono in chiesa per smascherare il mostro. Margaret, spaventata, si rifugia tra le braccia del padre mentre Robert combatte con Ruthven finché il sole sorge ed i suoi raggi, entrando dal rosone della chiesa, uccidono il vampiro.

## Origini
Il racconto di Polidori Il vampiro ebbe il merito di caratterizzare la figura del vampiro con elementi tipici dell'eroe byroniano, creando un ibrido affascinante e spaventoso che attirò immediatamente l'interesse del pubblico e degli impresari teatrali. Nel giugno 1820 il melodramma Le vampire di Charles Nodier fu la prima riduzione teatrale del racconto di Polidori, ed ottenne un grande successo sull'onda dell'interesse del pubblico per la figura del vampiro. L'influente produttore teatrale ed impresario britannico Samuel James Arnold fece leggere l'opera di Nodier a Planché, nella speranza che il drammaturgo britannico riadattasse il melodramma francese per le scene inglesi. Planché accettò l'incarico seppur con quale riserva: chiese ad Arnold il permesso di spostare l'azione dalla Scozia, nel cui folklore i vampiri sono sempre stati assenti, ad un paese dell'Est Europa come l'Ungheria, in cui le superstizioni sui vampiri venivano ancora prese molto seriamente. Arnold negò il suo consenso alle modifiche proposte dal drammaturgo, dato che negli anni 1810 si era sviluppato nel pubblico inglese un grande interesse per i drammi di ambientazione scozzese e per di più il teatro scelto per la prima (il Lyceum Theatre) disponeva già di costumi tradizionali scozzesi, mentre il cambio di scena avrebbe richiesto nuove spese per la preparazione dei costumi. Al suo debutto sulle scene londinesi nell'agosto 1820 la pièce si rivelò un enorme successo di pubblico.

## Commento
Il dramma gotico di J.R. Planché ebbe il merito di essere il primo a portare in scena il vampiro non solo come un morto vivente, ma anche come una creatura dal grande fascino, carisma e raffinatezza. Come altri celebri vampiri dopo di lui, Lord Ruthven non si limitava a massacrare le sue vittime, ma le seduceva usando il suo fascino ed il suo bell'aspetto per portare delle giovani donne da lui. La figura di Ruthven come scritta da Polidori e ancora di più da Planché ha inoltre un certo spessore psicologico e si interroga (almeno entro certi limiti) sulla correttezza delle proprie azioni ed è capace di rimorso o sentimenti: per quanto poi decida di procedere con il piano originale e dissanguare Lady Margaret, Ruthven vorrebbe risparmiare la giovane e uccidere invece Effie. La commistione tra la figura del vampiro come mostro e quella dell'eroe byroniano ha dato vita a un nuovo modello del mostro succhiasangue, in una nuova raffigurazione che lo vede affascinante, letale, aristocratico e tormentato allo stesso tempo.